# Албин Херљевић
Албин Херљевић (Тузла, 1916 — Вукосавци, код Лопара, 20. фебруар 1942), учесник Народноослободилачке борбе и народни херој Југославије.

## Биографија
Рођен је 1916. године у Тузли. Потиче из многочлане радничке породице. После завршене основне школе, није имао средстава за даље школовање, па је морао да ради. Био је запослен у тузланској Солани.
Као млади радник приступио је радничком покрету, а 1939. године постао је члан Комунистичке партије Југославије (КПЈ). Године 1941. изабран је за члана Месног комитета, а потом и за члана Окружног комитета КПЈ за Тузлу. 
После Априлског рата, окупације Краљевине Југославије и стварања усташке Независне Државе Хрватске (НДХ), био је један од најактивнијих организатора устанка у Тузли и околини. Пошто се јавно бунио против усташких злочина над Србима и отпуштања радника српске националности са посла из Солане, навукао је на себе гнев усташке полиције и морао се повући у илегалност. Приликом одласка на један партијски састанак, био је ухапшен на тузланској железничкој станици. 
У затвору је био мучен, али је успео побећи. Потом се пребацио на планину Мајевицу, где је учествовао у подизању устанка. Налазио се у Мајевичком партизанском одреду, са којим је учествовао у многим борбама, а посебно се истакао у борби код села Пипера, код Шибошнице, јануара 1942. године и приликом заузимања непријатељског упоришта на Миладијама, код Брчког. Приликом извиђања терена у околини Тузле, успео је половином фебруара 1942. године, да зароби домобранску коњичку патролу и с целокупнокм опремом је одведе на Мајевицу.
Приликом напада четника Стевана Дамјановића Леке (са којима је постојао договор о ненападању), на Штаб Мајевичког партизанског одреда, 20. фебруара 1942. године у селу Вукосавцима, код Лопара, налазио се у извиђању. Видевши да су четници опколили кућу у којој се налазио Штаб Одреда, ступио је у борбу с њима и погинуо. Приликом овог четничког напада, погинуло је 30 чланова Штаба и бораца Мајевичког одреда. 
Читава његова породица учествовала је у Народноослободилачкој борби. Оца су му 1941. године пребиле усташе, па је касније преминуо од задобијених повреда. Мајку и шестогодишњу сестру су усташе одвеле у логор Јасеновац, где су стрељане. Два брата су му страдала током рата — један је погинуо као партизански борац, а други је стрељан, док су друга двојица преживела рат и носиоци су Партизанске споменице 1941. Један од два Албинова брата, који је преживео рат, био je генерал-пуковник Фрањо Херљевић, који је такође одликован Орденом народног хероја.
Албинови посмртни остаци, сахрањени су на Партизанском спомен-гробљу у Вукосавцима, код Лопара, заједно са другим борцима Мајевичког партизанског одреда.
Указом председника Федеративне Народне Републике Југославије Јосипа Броза Тита, 27. новембра 1953. године, проглашен је за народног хероја Југославије.